# Chlamisus amyemae
Chlamisus amyemae es un coleóptero de la familia Chrysomelidae.
Fue descrita científicamente en 1991 por Reid.